# 헤다 가블레르
《헤다 가블레르》(노르웨이어: Hedda Gabler)는 노르웨이의 극작가 헨리크 입센이 쓴 희곡이다. 1891년 1월 31일 뮌헨의 레지덴츠 테아터에서 초연되었다. 이 공연에 입센 본인도 참석하였으나, 무대 뒤에 머물러 있었다. 이 희곡은 문학적 사실주의, 19세기 연극, 세계 드라마 장르에서 걸작으로 인정받고 있다. 입센은 현대 드라마에 도전하기 전까지 주로 사실주의 희곡을 썼다. 《헤다 가블레르》는 제목의 인물인 헤다, 원치 않는 결혼을 하고 집에 갇힌 한 장군의 딸의 경험을 극화한 작품이다. 전반적으로 《헤다 가블레르》의 헤다는 연극계에서 위대한 극적 역할 중 하나로 여겨진다. 출판 이듬해에는 부정적인 피드백과 평가를 받았다. 헤다 가블레르는 햄릿의 여성 변형으로 묘사된 바 있다.
헤다의 결혼 후 이름은 헤다 테스만으로, 가블레르는 그의 결혼 전 성이다. 제목에 관하여 입센은 다음과 같이 썼다. "이런 제목을 붙인 의도는 헤다라는 인물이 남편의 아내라기보다는 아버지의 딸로 여겨져야 함을 나타내기 위함이었다."

## 등장인물
- 헤다 테스만(결혼 전 성 가블레르) — 주인공으로, 새로 결혼했으나 결혼 생활과 삶에 지루함을 느끼며 처음으로 인간의 운명에 영향을 미치고자 한다. 가블레르 장군의 딸이다. 사치를 원하지만 자금이 없다.
- 예르겐(조지) 테스만 — 헤다의 남편으로, 학자이며 연구와 여행에 관심이 많고 아내를 사랑하지만 헤다의 조종하는 방식을 알아차리지 못한다. 헤다를 두고 에일레르트와 경쟁 관계에 있다고 여겨지지만, 그는 항상 친절하고 동정심 있는 주인으로 남아있으며, 에일레르트가 술에 취해 원고를 잃어버린 후에도 그것을 돌려주려고 계획한다.
- 율리아네(줄리아나) 테스만 — 예르겐의 사랑하는 이모로, 어린 시절부터 그를 양육했다. 극중에서는 '율레 이모'라고도 불리며, 예르겐은 그를 '주주 이모'라고 부른다. 헤다와 조카가 아이를 갖기를 간절히 바란다. 초기 원고에서 입센은 그녀의 이름을 마리아네 라이징으로 지었는데, 이는 분명히 스키엔 근처의 리징 농장에서 자란(입센의 아버지와 함께) 입센의 이모(아버지의 이복 여동생)이자 대모인 마리아네 파우스에서 따온 것이다. 후에 율리아네 테스만으로 이름이 바뀌었지만, 인물 자체는 마리아네 파우스를 모델로 했다.[8]
- 테아 엘브스테드 부인 — 헤다의 학교 동창이자 예르겐의 옛 지인이다. 신경질적이고 수줍음이 많으며, 불행한 결혼 생활을 하고 있다.
- 에일레르트 뢰브보르그(에일레트 뢰브보그) — 예르겐의 이전 동료로, 현재는 예르겐과 출판 및 교수직을 놓고 경쟁하고 있다. 에일레르트는 한때 헤다를 사랑했다. 방탕한 생활에 돈을 써서 사회적 명성을 망쳤다.
- 브라크 판사 — 테스만 가의 비양심적인 친구이다. 브라크 판사가 헤다를 향해 음탕한 성격을 드러내는 것으로 암시된다.
- 베르테(베르타) — 테스만 가의 하인이다. 항상 헤다를 기쁘게 하려고 한다.

## 줄거리

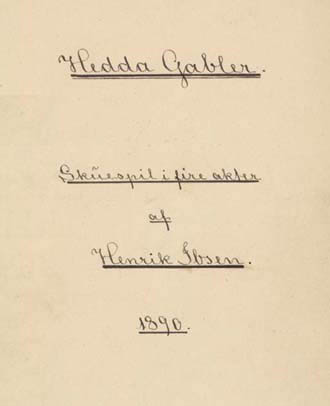
《헤다 가블레르》 1890년 작가 자필 원고의 표지

헤다는 장군의 딸로, 신혼여행에서 막 돌아와 크리스티아니아(현 오슬로)의 자신의 빌라에 머물고 있다. 그의 남편 예르겐 테스만은 젊고 유망하며 성실한 학자로, 신혼여행 중에도 연구를 계속했다. 극이 진행되면서 헤다가 남편을 사랑한 적이 없다는 것이 분명해지는데, 그는 자신의 젊은 시절의 방종함이 끝났다고 생각하여 남편과 결혼한 것이다.
예르겐의 학문적 경쟁자인 에일레르트 뢰브보르그의 재등장은 그들의 삶을 혼란에 빠뜨린다. 작가인 에일레르트는 회복된 알코올 중독자로, 지금까지 자신의 재능을 낭비해왔다. 헤다의 옛 학교 친구인 테아 엘브스테드(남편을 떠나 에일레르트와 함께한)와의 관계 덕분에, 에일레르트는 재활의 조짐을 보이며 예르겐과 같은 분야에서 베스트셀러를 출판했다. 헤다와 에일레르트가 사적으로 대화할 때, 그들이 이전에 연인 관계였음이 드러난다.
최근 출판된 작품의 비평적 성공으로 에일레르트는 예르겐에게 위협이 되었는데, 이는 예르겐이 기대하고 있던 대학 교수직을 두고 경쟁자가 되었기 때문이다. 예르겐과 헤다는 재정적으로 어려움을 겪고 있으며, 예르겐은 헤다가 기대했던 정기적인 접대나 사치스러운 살림을 감당할 수 없을 것이라고 말한다. 그러나 에일레르트를 만나자 부부는 그가 교수직을 놓고 경쟁할 의도가 없으며, 오히려 최근 출판된 작품의 "속편"이라고 여기는 자신의 걸작을 완성하는 데 지난 몇 년을 보냈다는 것을 알게 된다.
헤다는 에일레르트에 대한 테아의 영향력을 질투하여 그들 사이를 갈라놓기를 바란다. 그의 음주 문제에도 불구하고, 헤다는 에일레르트가 예르겐과 그의 동료인 브라크 판사와 함께 파티에 참석하도록 부추긴다. 파티에서 돌아온 예르겐은 술에 취해 잃어버린 에일레르트의 걸작 원고 전체(유일한 사본)를 발견했다고 말한다. 예르겐은 이모의 집으로 불려 가면서 원고를 헤다에게 맡긴다. 에일레르트가 다시 헤다와 테아를 만났을 때, 그는 고의로 원고를 파괴했다고 말한다. 테아는 충격을 받고, 그 원고가 에일레르트와 자신의 공동 작업이었음이 밝혀진다. 헤다는 에일레르트의 말을 부정하거나 테아를 안심시키지 않는다. 테아가 떠난 후, 헤다는 에일레르트에게 자살을 권유하며 아버지의 권총을 건넨다. 그런 다음 원고를 불태우고 예르겐에게 그들의 미래를 위해 원고를 파괴했다고 말한다.
에일레르트가 정말로 자살했다는 소식이 전해지자, 예르겐과 테아는 테아가 보관해 온 에일레르트의 메모를 토대로 책을 재구성하기로 결심한다. 헤다는 브라크 판사로부터 에일레르트의 죽음이 매춘 업소에서 일어났으며 지저분하고 아마도 사고였을 것이라는 사실을 알게 되어 충격을 받는다. 이 "우스꽝스럽고 비열한" 죽음은 헤다가 그에게 상상했던 "아름답고 자유로운" 죽음과 대조된다. 더 나쁜 것은, 브라크가 권총의 출처를 알고 있다는 것이다. 그는 헤다에게 자신이 알고 있는 것을 밝히면 헤다를 둘러싼 스캔들이 일어날 것이라고 말한다. 헤다는 이로 인해 브라크가 자신에 대한 권력을 갖게 되었음을 깨닫는다. 다른 사람들을 떠나 헤다는 작은 방으로 들어가 자신의 머리에 총을 쏜다. 방에 있던 다른 사람들은 헤다가 단순히 총을 발사하는 것으로 생각하고 소리를 따라 조사하러 간다. 극은 예르겐, 브라크, 테아가 그의 시체를 발견하는 것으로 끝난다.

## 비평적 해석
조셉 우드 크루치는 《헤다 가블레르》와 프로이트 사이의 연관성을 지적한다. 프로이트의 첫 번째 정신분석 저작은 거의 10년 후에 출간되었다. 크루치의 분석에 따르면, 가블레르는 문학에서 최초로 완전히 발달한 신경증적 여성 주인공 중 하나이다. 크루치가 말하는 것은 헤다가 논리적이지도 않고 무작위하고 설명할 수 없는 옛 의미에서의 광기도 아니라는 것이다. 그의 목표와 동기는 자신만의 비밀스러운 개인적 논리를 가지고 있다. 그는 원하는 것을 얻지만, 그가 원하는 것은 정상적인 사람들이 바람직하다고 인정할 만한 것이 아니다(적어도 공개적으로는). 이러한 인물이 암시하는 중요한 것 중 하나는 비밀스럽고 때로는 무의식적인 목표와 방법의 세계가 있다는 전제이다. 이는 하나의 비밀 가치 체계라고 할 수 있으며, 종종 합리적인 것보다 훨씬 더 중요하다. 입센이 반영웅적 인물을 묘사했기 때문에 이 작품은 깊고 감정적인 극으로 여겨진다.
입센은 당시 초기 단계에 있던 정신 질환 과학에 관심이 있었으나, 오늘날의 기준으로는 이에 대한 이해가 부족했다. 그의 《유령》도 이러한 예이다. 19세기 고통받는 여성의 예로는 억압받지만 "정상적인" 의지가 강한 인물들, 학대적이거나 사랑이 없는 관계 속의 여성들, 그리고 어떤 유형의 기질적 뇌 질환을 가진 이들이 포함될 수 있다. 입센은 이러한 설명들을 미해결 상태로 두는 것에 만족한다. 버나드 파리스는 가블레르의 행동이 "자유에 대한 욕구[그것은] 권력에 대한 갈망만큼 보상적이다... 한 남자의 운명을 형성하고자 하는 그의 욕망"에서 비롯된다고 해석한다.

## 공연
이 희곡은 1891년 1월 31일 뮌헨의 왕립 레지덴츠 테아터에서 클라라 헤제가 헤다 역을 맡아 공연되었으나, 입센은 그의 낭독적인 연기 스타일에 불만족했다고 전해진다. 입센의 작품은 국제적인 지지를 받아 코펜하겐에서의 출판과 뮌헨에서의 초연 직후 여러 나라에서 번역과 공연이 이루어졌다. 1891년 2월에는 베를린과 코펜하겐에서 공연이 있었다. 1891년 4월 20일, 영국에서의 첫 공연이 런던 보드빌 극장에서 열렸는데, 엘리자베스 로빈스가 주연을 맡았고 테아 역의 매리언 리와 함께 연출을 담당했다. 로빈스는 또한 미국에서의 첫 공연에서도 헤다 역을 맡았는데, 이 공연은 1898년 3월 30일 뉴욕시 피프스 애비뉴 극장에서 개막했다. 1899년 2월에는 모스크바 예술극장의 첫 시즌의 일부로 공연되었으며, 마리아 F. 안드레예바가 헤다 역을 맡았다.
1902년 미니 매던 피스크 주연의 공연은 브로드웨이에서 대단한 센세이션을 일으켰으며, 초기 제한된 공연 후 이듬해 같은 배우와 함께 재공연되었다.
1970년 런던의 로열 내셔널 시어터는 잉그마르 베르그만이 연출하고 매기 스미스가 주연한 《헤다 가블러》를 공연했다. 스미스는 많은 비평가들의 찬사를 받았으며 이 연기로 이브닝 스탠다드 극장상 여우주연상을 수상했다. 또한 1970년대 초에 아이린 워스는 캐나다 온타리오주 스트랫포드에서 헤다 역을 맡았는데, 이에 《뉴욕 타임스》의 비평가 월터 커는 "워스 양은 아마도 세계 최고의 여배우일 것이다"라고 평했다.
1972년 2월 26일, 《헤다 가블러》는 영국 스토크온트렌트 하츠힐의 뉴 빅 원형극장에서 공연되었다.
1973/4년 로열 셰익스피어 컴퍼니의 세계 순회공연은 트레버 넌이 연출 및 번역을 맡았으며, 팸 세인트 클레멘트가 베르타 역, 패트릭 스튜어트가 에일레트 뢰브보그 역, 피터 에어가 조지 테스만 역, 글렌다 잭슨이 헤다 테스만 역, 티모시 웨스트가 브라크 판사 역, 콘스탄스 채프먼이 줄리아나 테스만 역, 제니 린든이 엘브스테드 부인 역을 맡았다.
1975년, 넌이 연출하고 잭슨이 주연한 영화 버전이 《헤다》라는 제목으로 개봉되었으며, 잭슨은 이 작품으로 오스카상 후보에 올랐다.
영국 극작가 존 오스본은 1972년에 각색본을 준비했으며, 1991년 캐나다 극작가 주디스 톰슨은 쇼 페스티벌에서 자신의 버전을 발표했다. 톰슨은 2005년 토론토의 버디스 인 배드 타임스 극장에서 이 희곡을 두 번째로 각색했는데, 극의 전반부는 19세기에, 후반부는 현대에 배경을 설정했다. 2006년 초, 이 작품은 매튜 로이드가 연출하고 질리언 커니가 주역을 맡아 리즈의 웨스트 요크셔 플레이하우스와 리버풀 플레이하우스에서 비평적 성공을 거두었다. 2009년 1월에는 메리 루이스 파커가 헤다 역할을, 마이클 세르베리스가 조지 테스만 역을 맡아 아메리칸 에어라인스 극장에서 브로드웨이 공연이 시작되었으며, 비평가들의 반응은 엇갈렸다.
대한민국에서는 2012년 국립극단이 명동예술극장에서 《헤다 가블러》를 박정희 연출로 초연하였으며, 이혜영이 헤다 역을 맡았다. 이혜영은 이 연기를 통해 제5회 대한민국 연극대상 여자 연기상, 제49회 동아연극상 여자 연기상 등을 수상하였다.
2023년에는 극단 툇마루가 국립중앙극장 달오름에서 조금희 연출로 상연하였으며, 헤다 역에 방은희, 예르겐 테스만 역에 오순태, 브라크 판사 역에 이원종이 출연하였다.
2025년에는 국립극단과 LG아트센터에서 각각 《헤다 가블러》를 공연한다. 국립극단 작품에서는 2012년에서 같은 역할을 맡았던 이혜영, LG아트센터의 작품에서는 배우 이영애가 헤다 역을 연기할 예정이다.